# Rolf Denecke
Rolf Denecke (* 1. Januar 1913 in Braunschweig; † Oktober 1999) war ein deutscher Schriftsteller und Kulturwissenschaftler.

## Leben und Wirken
Denecke wuchs in einem Forsthaus in Bad Harzburg auf. Er entstammte einer Familie deren Mitglieder seit Generationen in der Jagd- und Forstwirtschaft tätig waren. Nach dem Studium an der Technischen Hochschule Braunschweig und der Promotion zum Kulturwissenschaftler war er als Lehrer in Bad Harzburg tätig. Von 1957 bis 1995 war er Schriftleiter der Zeitschrift Unser Harz. Denecke veröffentlichte mehrere Bücher, darunter auch das Schulbuch Gestalten deutscher Dichtung, das in mehr als 100.000 Exemplaren gedruckt wurde. Bekannt wurde er unter anderem aufgrund seiner These, dass Caspar David Friedrich in seinem Gemälde Der Wanderer über dem Nebelmeer den Dichter Johann Wolfgang von Goethe auf der im Harz gelegenen Teufelskanzel dargestellt habe.

## Mitgliedschaften
- 1957: Goethe-Gesellschaft Weimar
- 1971: Grabbe-Gesellschaft
- 1974: Freier Deutscher Autorenverband
- 1976: Wilhelm-Busch-Gesellschaft[4]
- der Raabe-Gesellschaft

## Schriften (Auswahl)
- Friedrich Huch und die Problematik der bürgerlichen Welt in der Zeit ihres Verfalls. Appelhans Verlag, Braunschweig 1937 (Dissertation an der TH Braunschweig am 10. April 1937).
- Und niemand sagt ihm seinen Weg. 1963.
- Gestalten deutscher Dichtung. Eine Literatur-Geschichte. 1965.
- Harzwanderungen mit Heinrich Heine und Hans Christian Andersen. Pieper, Clausthal-Zellerfeld 1970.
- Westlicher Harz. Umschau-Verlag, Frankfurt am Main 1971.
- Goethes Harzreisen. Mit zwölf Zeichnungen der Goethezeit. Verlag Lax, Hildesheim 1980, ISBN 3-7848-8200-5.

Herausgeber
- Romantische Harzreisen. Reiseaufzeichnungen von Joseph von Eichendorff, Heinrich Heine und Hans Christian Andersen mit 12 Stahlstichen von Ludwig Richter. August Lax, Hildesheim 1969, ISBN 3-7848-8201-3.